# 奧克維爾 (康乃狄克州)
奧克維爾（英語：Oakville）是位於美國康乃狄克州利奇菲爾德縣沃特敦境內的的一個街區與人口普查指定地區。

## 地理
奧克維爾的座標為41°35′06″N 73°05′07″W / 41.58500°N 73.08528°W，而該地最高點為海拔高度159米（即522英尺）。

## 人口
根據2010年美國人口普查的數據，奧克維爾的面積為8.30平方千米，當中陸地面積為8.20平方千米，而水域面積為0.10平方千米。當地共有人口9,047人，而人口密度為每平方千米1,090人。